# Erich Sauer (Politiker)
Erich Sauer (* 5. Februar 1917 in Würzburg; † 19. März 2001 ebenda) war ein deutscher Politiker (CSU), verheiratet und hatte zwei Kinder.

## Leben
Sauer besuchte die Schule in Würzburg und war während des Zweiten Weltkriegs im Wehr- und Kriegsdienst tätig. Nach seiner Entlassung aus der Kriegsgefangenschaft studierte er in Würzburg und machte 1950 seine 2. Lehramtsprüfung. Er war von Beruf Schulamtsdirektor in Würzburg.

## Wirken
1947 wurde Sauer Mitglied der CSU. Er war dort über 10 Jahre lang Vorsitzender des Kreisverbands Ochsenfurt. Von 1956 bis 1978 war er Kreistagsabgeordneter, zunächst in  Ochsenfurt, danach in Würzburg. Am 16. August 1961 rückte er für den verstorbenen Hanns Seidel in den Bayerischen Landtag nach. Danach gewann er stets das Direktmandat im Stimmkreis Kitzingen. Er war noch bis 1982 Landtagsabgeordneter. Sauers Nachfolger im Stimmkreis Kitzingen war Franz Brosch.
| Parlamentarische Funktionen:                                                          | Zeitraum                |
| ------------------------------------------------------------------------------------- | ----------------------- |
| Ausschuß für Verfassungs- und Rechtsfragen                                            | 24.11.1961 – 30.01.1962 |
| Ausschuß für Angelegenheiten der Heimatvertriebenen und Kriegsfolgegeschädigten       | 30.01.1962 – 06.12.1962 |
| Ausschuß für Eingaben und Beschwerden                                                 | 07.12.1962 – 01.12.1966 |
| Ausschuß für Kulturpolitische Fragen                                                  | 07.12.1962 – 01.12.1966 |
| Ausschuß für Verfassungs-, Rechts- und Kommunalfragen                                 | 02.12.1966 – 02.12.1970 |
| Ältestenrat                                                                           | 23.10.1968 – 02.12.1970 |
| Ältestenrat                                                                           | 03.12.1970 – 11.11.1974 |
| Landessportbeirat                                                                     | 26.01.1971 – 17.05.1972 |
| Nichtberufliche Mitglieder und Stellvertreter des Bayerischen Verfassungsgerichtshofs | 27.01.1971 – 11.11.1974 |
| Rundfunkrat                                                                           | 01.05.1972 – 12.11.1974 |
| Zwischenausschuß                                                                      | 29.10.1974 – 11.11.1974 |
| Ausschuß für Verfassungs-, Rechts- und Kommunalfragen                                 | 12.11.1974 – 29.10.1978 |
| Rundfunkrat                                                                           | 12.11.1974 – 29.10.1978 |
| Nichtberufliche Mitglieder und Stellvertreter des Bayerischen Verfassungsgerichtshofs | 19.11.1974 – 29.10.1978 |
| Ausschuß für Verfassungs-, Rechts- und Kommunalfragen                                 | 30.10.1978 – 19.10.1982 |
| Nichtberufliche Mitglieder und Stellvertreter des Bayerischen Verfassungsgerichtshofs | 13.12.1978 – 19.10.1982 |
| Zwischenausschuss                                                                     | 23.07.1982 – 19.10.1982 |

## Mandatsunabhängige Funktionen
- 26.01.1971 – 17.05.1972 Landessportbeirat: Mitglied, 7. Wahlperiode 1970–1974
- 01.05.1972 – 12.11.1974 Rundfunkrat des Bayerischen Rundfunks: Mitglied, 7. Wahlperiode 1970–1974
- Rundfunkrat des Bayerischen Rundfunks: Mitglied, 8. Wahlperiode 1974–1978[3]
- Verwaltungsrat des Bayerischen Rundfunks: Mitglied, 1978–1991

## Ehrungen
- 1977: Bundesverdienstkreuz am Bande[4]
- 1978: Bundesverdienstkreuz 1. Klasse
- 1983: Großes Verdienstkreuz der Bundesrepublik Deutschland
- 1982: Goldene Stadtplakette der Stadt Ochsenfurt[5]
- Bayerischer Verdienstorden[6]
- Bayerische Verfassungsmedaille in Gold und Silber[7]